# Lee Chae-ryeong
Đây là một tên người Triều Tiên, họ là Lee.
Lee Chae-ryeong (Hangul: 이채령, Hanja: 李彩領, Hán-Việt: Lý Thái Lĩnh, sinh ngày 5 tháng 6 năm 2001) là một nữ ca sĩ, rapper và vũ công người Hàn Quốc, thành viên của nhóm nhạc nữ Itzy do JYP Entertainment thành lập và quản lý.

## Tiểu sử
Chaeryeong sinh ngày 5 tháng 6 năm 2001 tại thành phố Nonsan, Hàn Quốc. Là chị hai trong một gia đình có 3 chị em gái gồm: Lee Chae-yeon (cựu thành viên nhóm nhạc Iz*One, sinh năm 2000), cô và Chaemin (sinh năm 2006).

## Sự nghiệp

### Trước khi ra mắt
Năm 2012, cô cùng chị gái Lee Chae-yeon thi vào Fantagio Music nhưng bị loại. Sau đó đến năm 2014, cô lại cùng chị đi thi Kpop Star 3 nhưng cũng không thành công. Năm 2015, cô tiếp tục cùng chị tham gia Sixteen nhưng không may mắn bị loại ở vòng cuối cùng, sau đó, cả hai được chọn để làm thực tập sinh tại JYP Entertainment. Cô từng xuất hiện trong tập 1 của Stray Kids cùng các thành viên khác trong nhóm bao nhóm gồm: Yeji, Ryujin và Yuna.

### 2019: Ra mắt với Itzy
Chaeryeong chính thức ra mắt vào tháng 2 năm 2019 cùng 4 thành viên khác trong đội hình của ITZY lần lượt là: Yeji, Lia, Ryujin và Yuna với đĩa đơn đầu tay mang tên It'z Different cùng ca khúc chủ đề "Dalla Dalla".